# Sitz der Europäischen Zentralbank
Der Sitz der Europäischen Zentralbank befindet sich im Ostend von Frankfurt am Main. Die Europäische Zentralbank (EZB) bezog das Gebäudeensemble ab Ende 2014. Es besteht aus drei Elementen: der ehemaligen Großmarkthalle aus dem Jahr 1928, einem 185 Meter hohen Nord- und einem 165 Meter hohen Südturm, die zusammen mit einer Antenne auf dem Nordturm eine Gesamthöhe von 201 Meter erreichen und gemeinsam auch als „Skytower“ bezeichnet werden, sowie einem Eingangsbauwerk, das die Halle und die Türme verbindet. Der Architekt ist Wolf D. Prix von Coop Himmelb(l)au.
Die Bauarbeiten begannen im Februar 2010; im November 2014 fand der Umzug der EZB aus dem Eurotower statt und die ersten Beschäftigten nahmen im Neubau ihre Arbeit auf, etwa ein Jahr später als nach der ursprünglichen Planung vorgesehen.
Die Eröffnungsfeier fand am 18. März 2015 im Rahmen einer Sitzung des EZB-Rats statt.
Im Jahr 2023, nur acht Jahre nach Fertigstellung, musste das Gebäude für einige Wochen geräumt werden, da Modernisierungsarbeiten durchgeführt wurden. Die rund 2.000 Mitarbeiterinnen und Mitarbeiter der Zentrale mussten entweder im Homeoffice arbeiten oder sich im Eurotower, dem alten EZB-Standort in der Innenstadt, einen Arbeitsplatz buchen.

## Lage und Anbindung
Das EZB-Areal liegt östlich der Innenstadt am nördlichen Mainufer und wird durch Rosa-Marx-Weg, Horst-Schulmann-Straße, Sonnemannstraße, Mainufer und die Bahnstrecke Frankfurt–Hanau eingegrenzt. Mit öffentlichen Verkehrsmitteln ist das Grundstück über den S-Bahnhof Frankfurt (Main) Ostendstraße und den U-Bahn- und Regionalbahnhof Frankfurt Ost erreichbar. Die Straßenbahnlinie 11 und die Buslinie 32 fahren ebenfalls bis Sonnemannstraße. Die primäre Straßenanbindung erfolgt über die Hanauer Landstraße. Um das Gebiet besser zu erschließen, verbindet seit 2013 auch eine neue Straßenbrücke, die Osthafenbrücke, das Gebiet und den nahegelegenen Osthafen mit dem auf der südlichen Mainseite befindlichen Deutschherrnviertel in Sachsenhausen und der Anbindung an die Autobahn A 661 am Kaiserlei.

## Geschichte
Die Großmarkthalle – geplant von Martin Elsaesser – war von 1928 bis zu ihrer Schließung am 4. Juni 2004 ein gewerblicher Großmarkt, in dem vorwiegend Obst und Gemüse gehandelt wurde. Im Jahr 2002 erwarb die Europäische Zentralbank das 14 Hektar große Areal, um hier ihren neuen Sitz zu errichten. Am 1. Januar 2005 wurde das Grundstück dann an die EZB übergeben.

## Wettbewerb
Im November 2002 startete ein internationaler zweiphasiger Architekturwettbewerb, zu dem insgesamt 80 Bewerber zugelassen wurden. Von ihnen reichten in der ersten Wettbewerbsphase, die im Juli 2003 endete, 71 Kandidaten erste Entwurfskonzepte ein. Die Abgabe dieser Entwürfe erfolgte anonym und die Identität der Teilnehmer wurde während des gesamten Wettbewerbs unter notarieller Aufsicht geheim gehalten. Im August 2003 traf die zwölfköpfige Jury unter Vorsitz des EZB-Vizepräsidenten Loukas Papadimos eine Vorauswahl von zwölf Entwürfen der eingereichten Vorschläge. Mitglieder der Jury waren Architekten und Vertreter der Stadt Frankfurt am Main, der EZB sowie nationaler Zentralbanken.
Die zweite Phase des Wettbewerbs startete im September 2003 und gab den Teilnehmern die Möglichkeit, ihre Vorschläge bis Dezember zu überarbeiten und detailliertere Entwürfe einzureichen. Aus diesen wurden am 13. Februar 2004 schließlich die Gewinner gewählt und der Wettbewerb damit abgeschlossen. Den ersten Preis erhielt dabei das Wiener Architekturbüro Coop Himmelb(l)au, dessen Entwurf später umgesetzt wurde. Der Entwurf des Büros von Peter P. Schweger – drei einzelne rechteckige Türme, die durch eine gemeinsame Dachkonstruktion, eine sogenannte Skybridge, in den oberen Etagen miteinander verbunden sind – wurde mit dem zweiten Preis prämiert. Den dritten Preis erhielten die Darmstädter Architekten 54f architekten+ingenieure in Zusammenarbeit mit dem Büro T. R. Hamzah & Yeang für den Vorschlag, der Großmarkthalle ein Ensemble aus mehreren unterschiedlich hohen Gebäuden mit Innengärten an den Südfassaden gegenüberzustellen.

## Planung

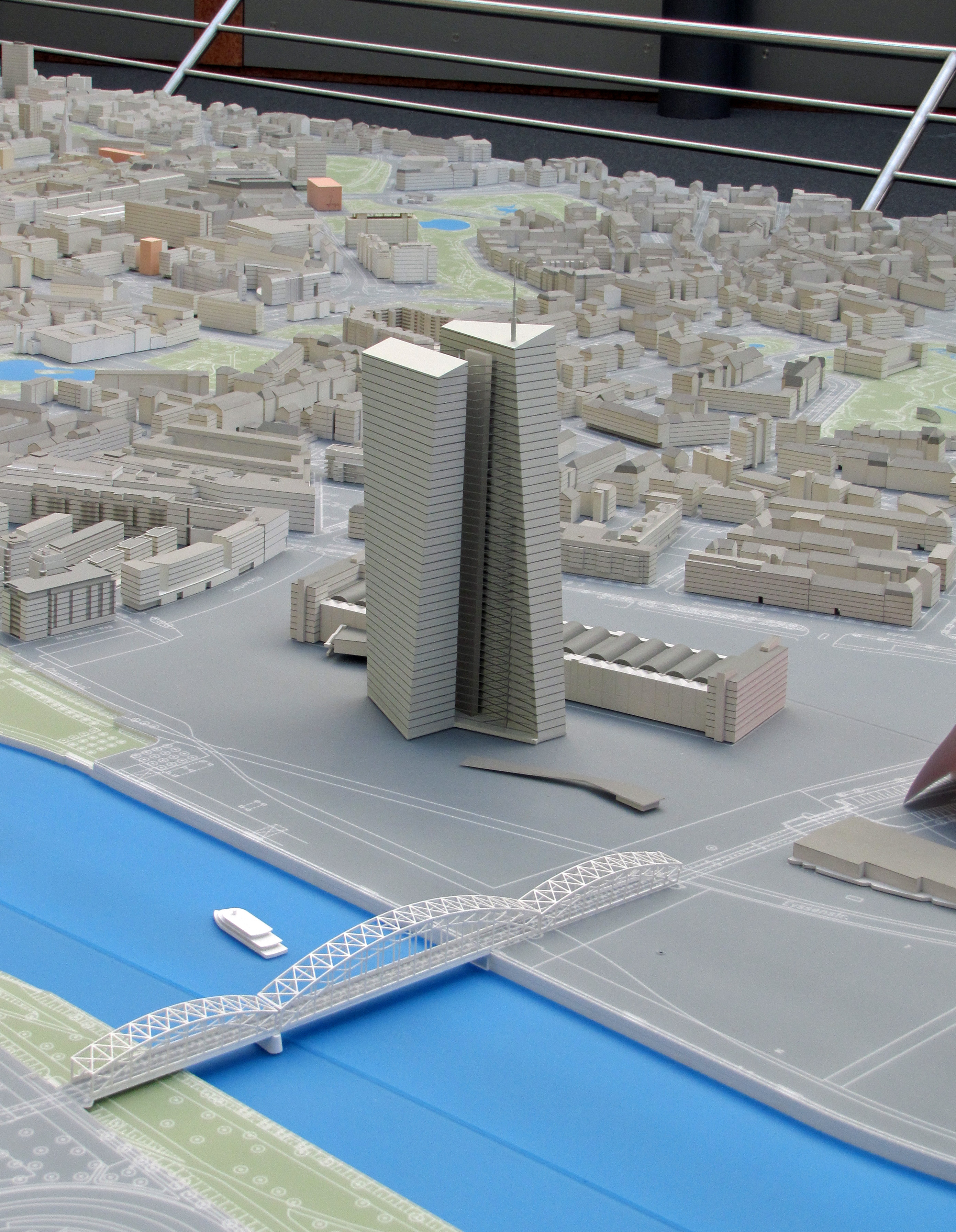
Modell im Stadtplanungsamt Frankfurt

Der ursprüngliche Siegerentwurf des Architekturbüros Coop Himmelb(l)au sah einen Gebäudekomplex aus zwei polygonalen Zwillingstürmen auf einem der Großmarkthalle parallel angeordneten Konferenzraumgebäude, einem sogenannten Groundscraper, vor. In der Überarbeitungs- und Optimierungsphase wurde dieser Entwurf jedoch nochmals stark verändert. Das ursprüngliche Konzept stieß unter anderem auf Kritik, da durch das etwa gleich große Konferenzzentrum der Blick auf die Großmarkthalle vom Mainufer aus nicht möglich sei. Daher wurde der Entwurf mehrfach überarbeitet und das Konferenzzentrum zunächst niedriger gestaltet sowie der Turm zugunsten der Sicht auf die Halle verschoben.
Im letzten Entwurf, der im November 2006 im Rahmen der abschließenden Planungsphase veröffentlicht wurde, war kein Groundscraper mehr vorgesehen. Das Konferenzzentrum befindet sich stattdessen in der Großmarkthalle. Neben den Konferenzräumen entstand dort außerdem ein Restaurantbereich. Ein Querriegel durch die Halle – das sogenannte Eingangsbauwerk – stellt dabei die Verbindung dieser Räume in der Halle mit den Büroräumen im Hochhaus her und dient gleichzeitig als Eingangsbereich im Norden des Komplexes. Zudem liegt der gesamte Pressekonferenzbereich der EZB im Eingangsbauwerk.
Das Hochhaus – der Doppelbüroturm – besteht aus zwei schlanken Türmen, die durch ein Atrium miteinander verbunden werden. Der Südturm misst bei 43 Geschossen 165 Meter, der Nordturm mit 45 Geschossen 185 Meter. Die Höhe des Nordturms inklusive Antennenmast beträgt 201 Meter. Das Hochhaus bietet Platz für rund 2.300 Arbeitsplätze der Zentralbank. Der Planungsausschuss der Stadtverordnetenversammlung stimmte diesem Entwurf am 6. November 2006 zu. Am 20. Februar 2007 veröffentlichte die Europäische Zentralbank die Ergebnisse der Vorplanungsphase. Die wichtigsten Änderungen, die den Doppelbüroturm betreffen, sind die neue schräge Dachform sowie ein verbesserter Sonnenschutz, der die Energieeffizienz des Gebäudes erhöhen soll.
Tragwerksplaner waren Bollinger und Grohmann.

## Bau und Kosten
Im Frühjahr 2008 begannen erste Bauarbeiten auf dem Gelände, jedoch verkündete die EZB im Juni einen Baustopp, da innerhalb des vorgesehenen Kostenrahmens kein Generalunternehmer für den Bau gefunden werden konnte. Im Dezember 2008 gab die EZB bekannt, dass sie den Bau erneut zu ihren Kostenvorstellungen ausschreiben werde, diesmal allerdings nicht als Ganzes, sondern aufgeteilt in 16 getrennte Gewerkepakete. Auf Basis der Ausschreibungsergebnisse vom Herbst 2009 hat die EZB am 17. Dezember 2009 den Neubau beschlossen.
Im Jahr 2008 wurden im Rahmen vorgezogener Baumaßnahmen die Aushub- und Gründungsarbeiten durchgeführt. Die Rohbauarbeiten begannen im Frühjahr 2010. Feierliche Grundsteinlegung war am 19. Mai 2010. Während der Rohbauarbeiten kündigte der Bauherr dem mittelständischen Rohbauunternehmer Anfang des Jahres 2011, weil er mit dessen Leistungen unzufrieden war. Anschließend wurde ein Konkurrenzunternehmen mit der Fortführung der Bauarbeiten beauftragt. Ende April 2012 waren 140 Höhenmeter erreicht und alle sechs Werktage folgte ein weiteres Geschoss. Das Richtfest wurde am 19. September 2012 gefeiert.
Insgesamt sollte das Projekt etwa 1,3 Milliarden Euro kosten, 450 Millionen Euro teurer als geplant. 200 Millionen Mehrkosten sind durch Preissteigerungen und 100 bis 150 Millionen Euro durch zusätzliche Fundamentverstärkungen bei der denkmalgeschützten Großmarkthalle verursacht. Die ursprünglichen Kostenvorstellungen der EZB waren 500 Millionen Euro.

Neubauphasen der Europäischen Zentralbank
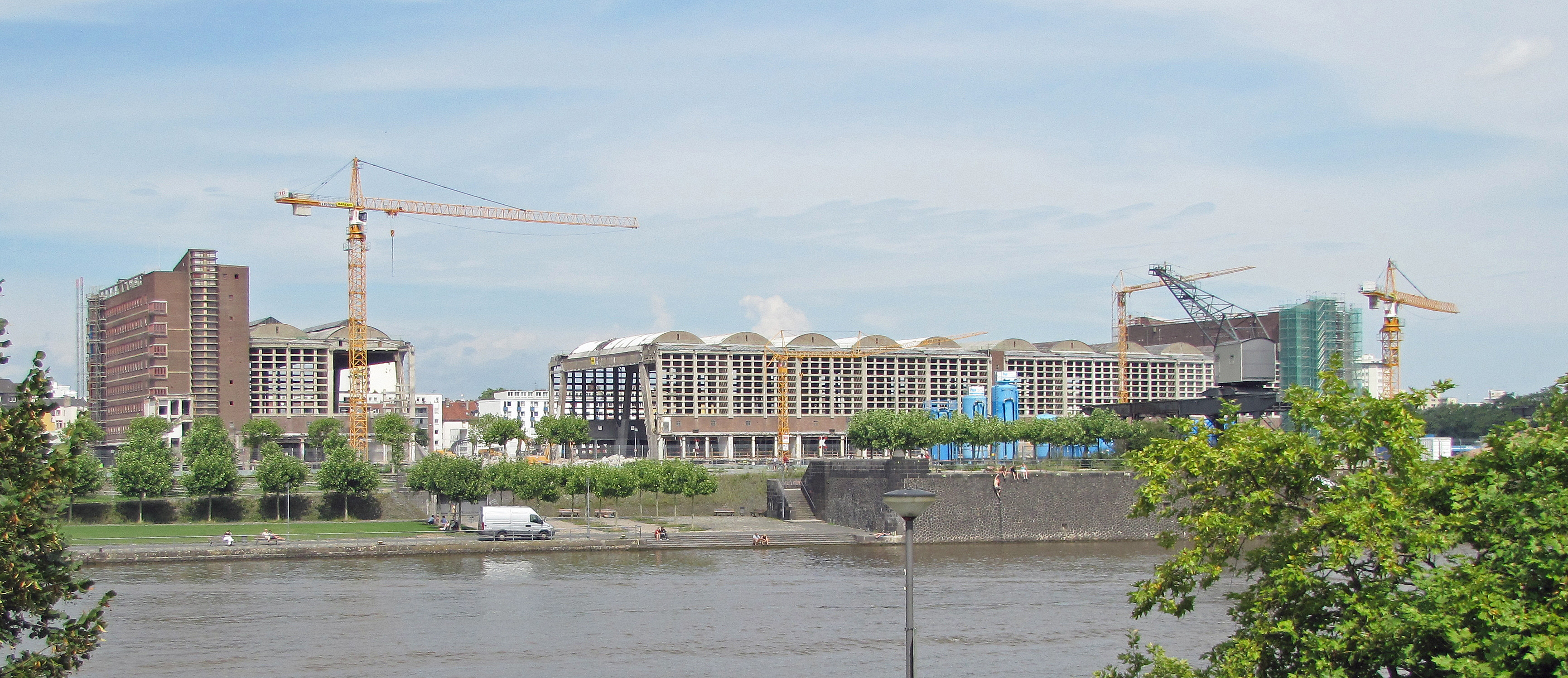
August 2010
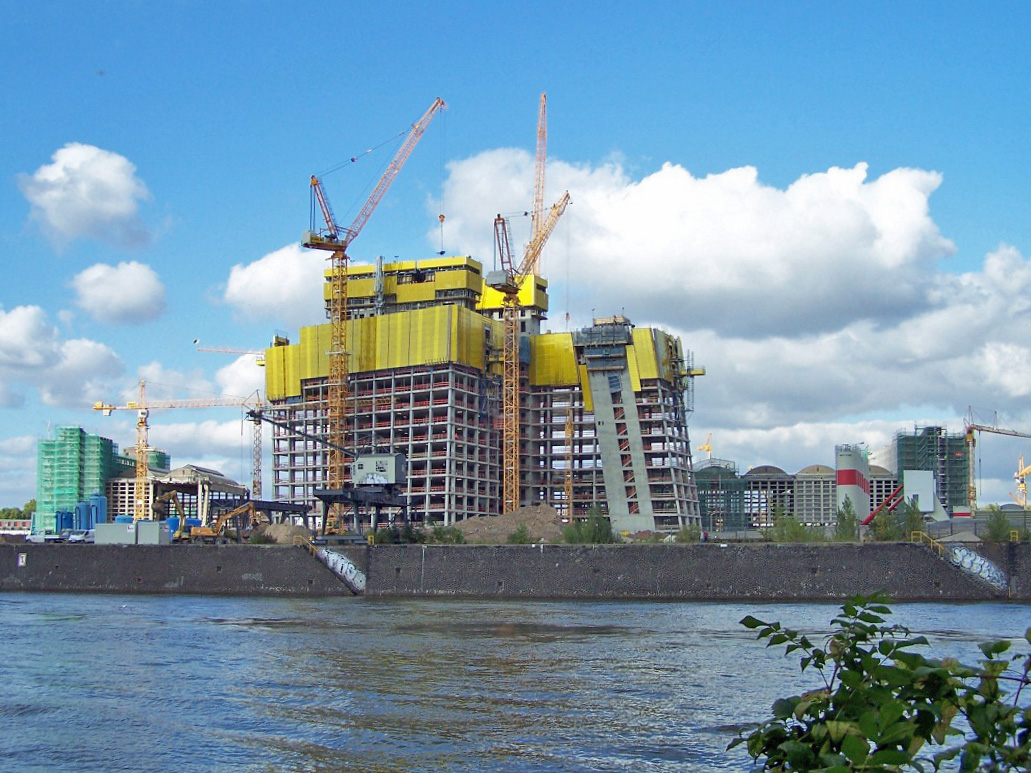
Oktober 2011
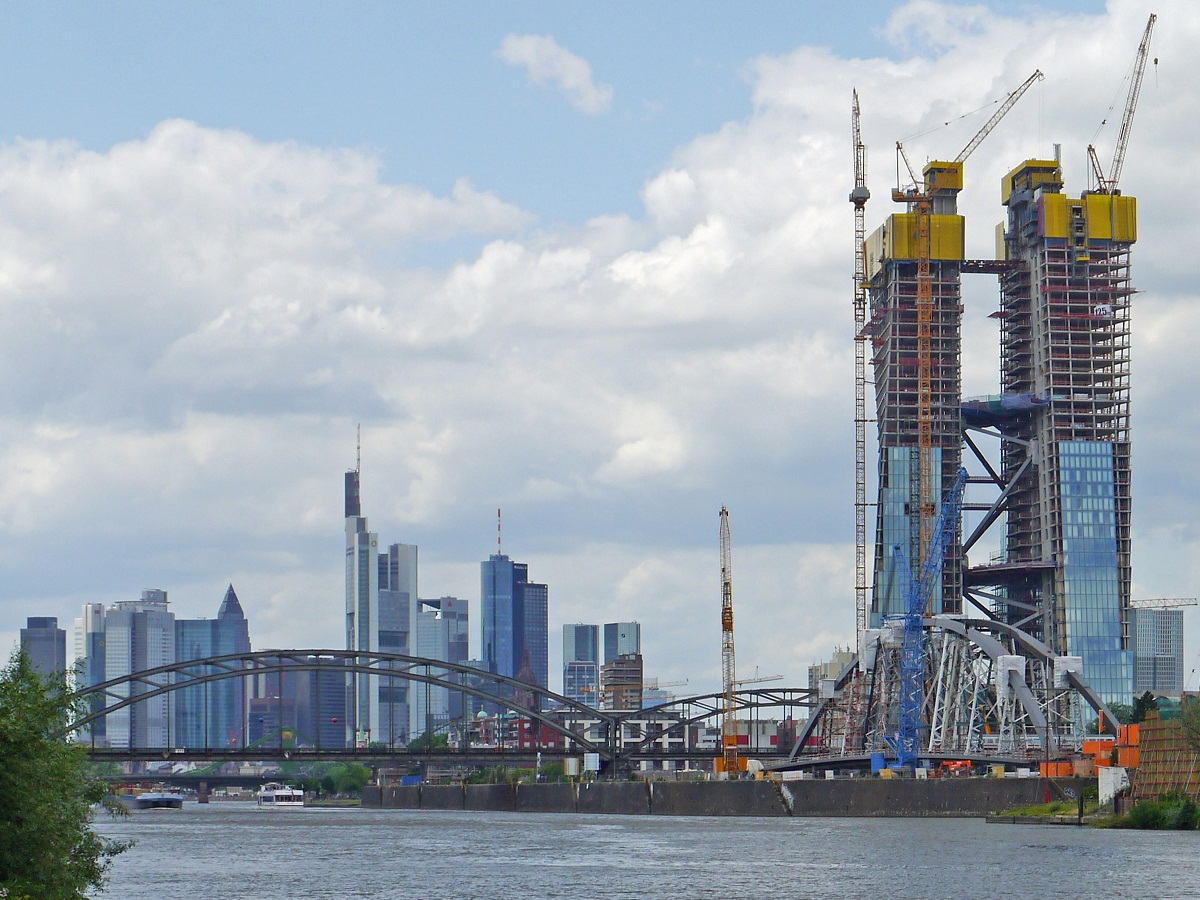
Baustelle im Juni 2012 und davor teilmontierte Osthafenbrücke auf dem Ufer
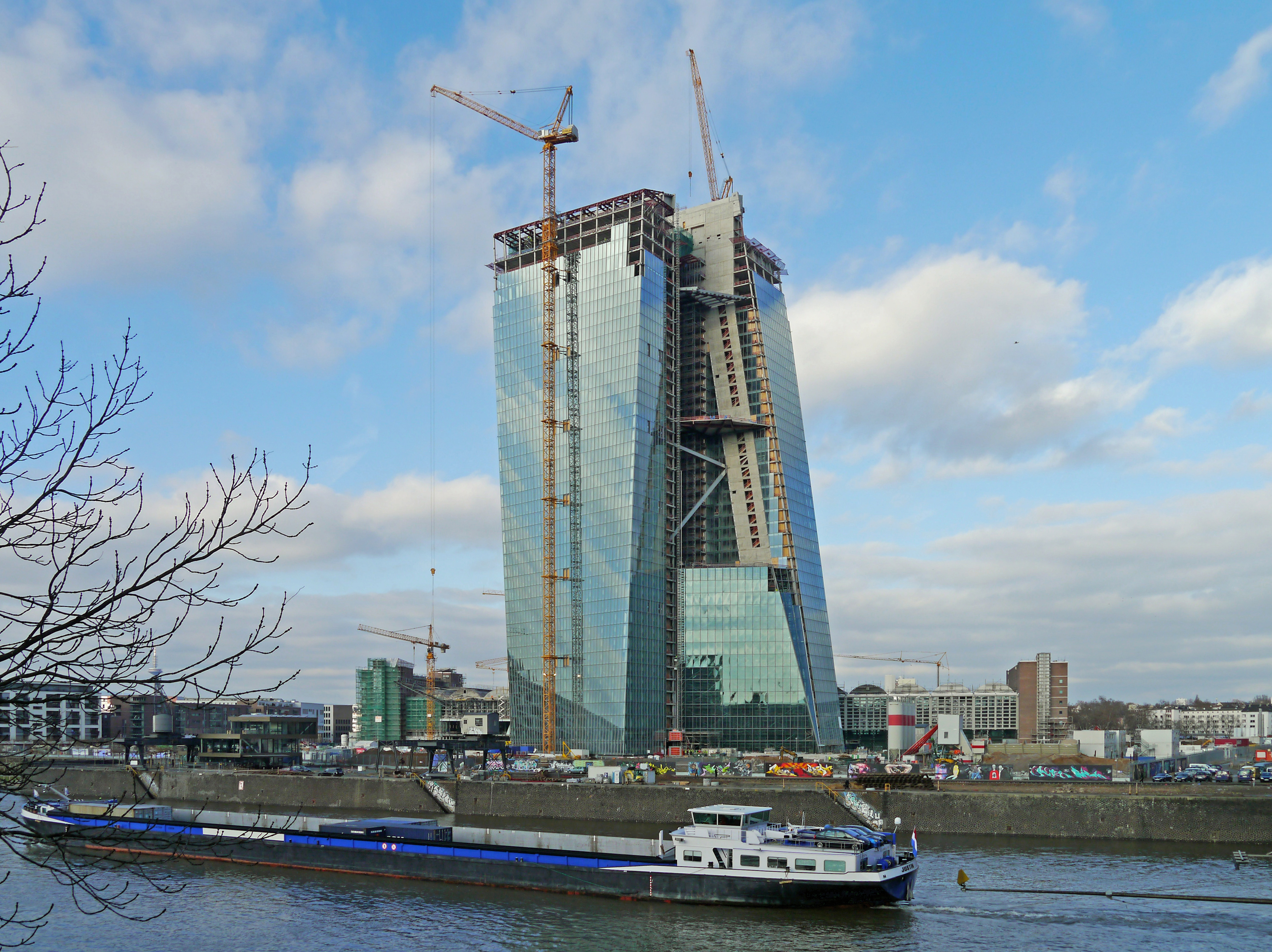
Januar 2013
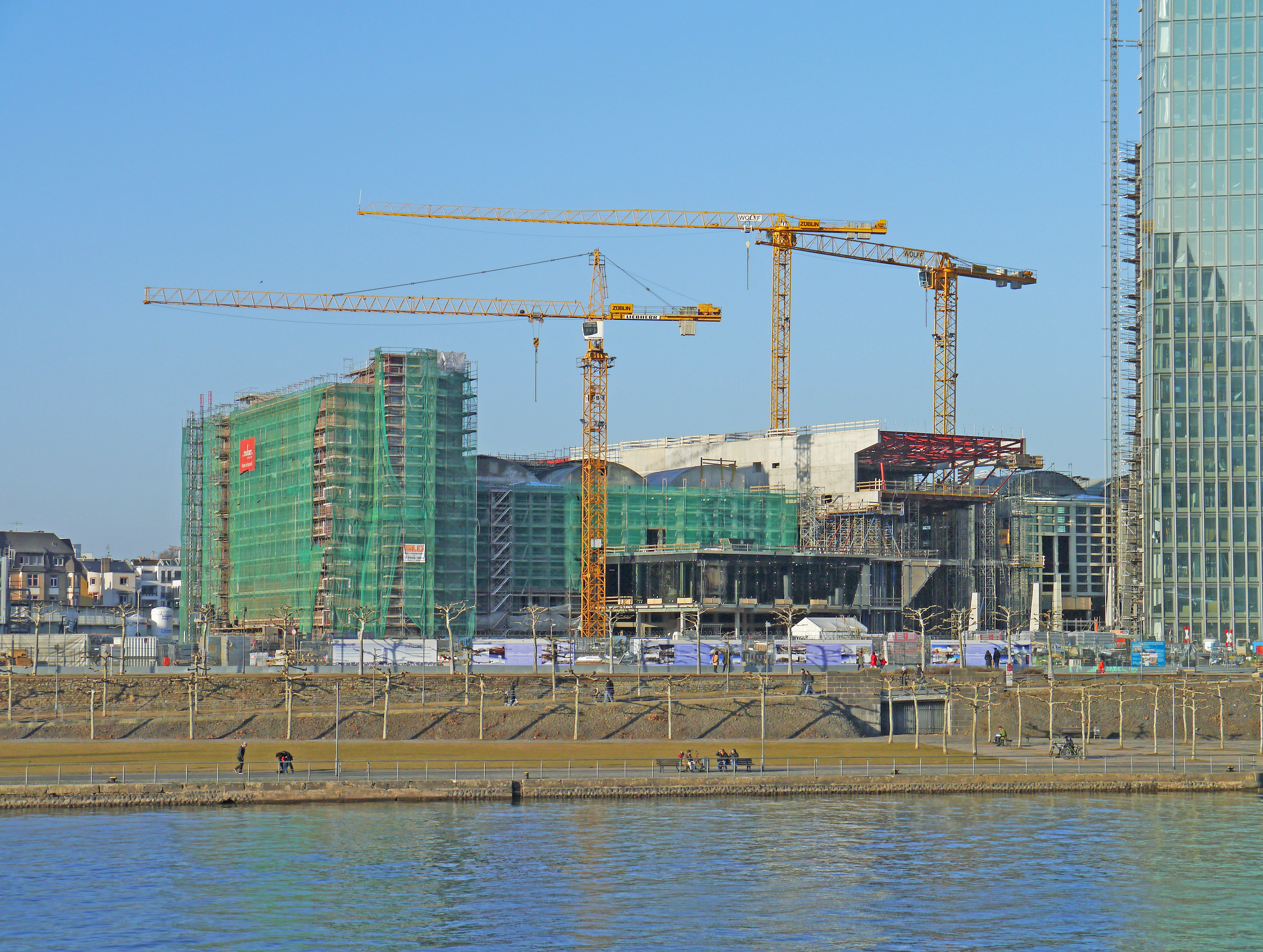
Eingangsbauwerk (Rückseite) im März 2013
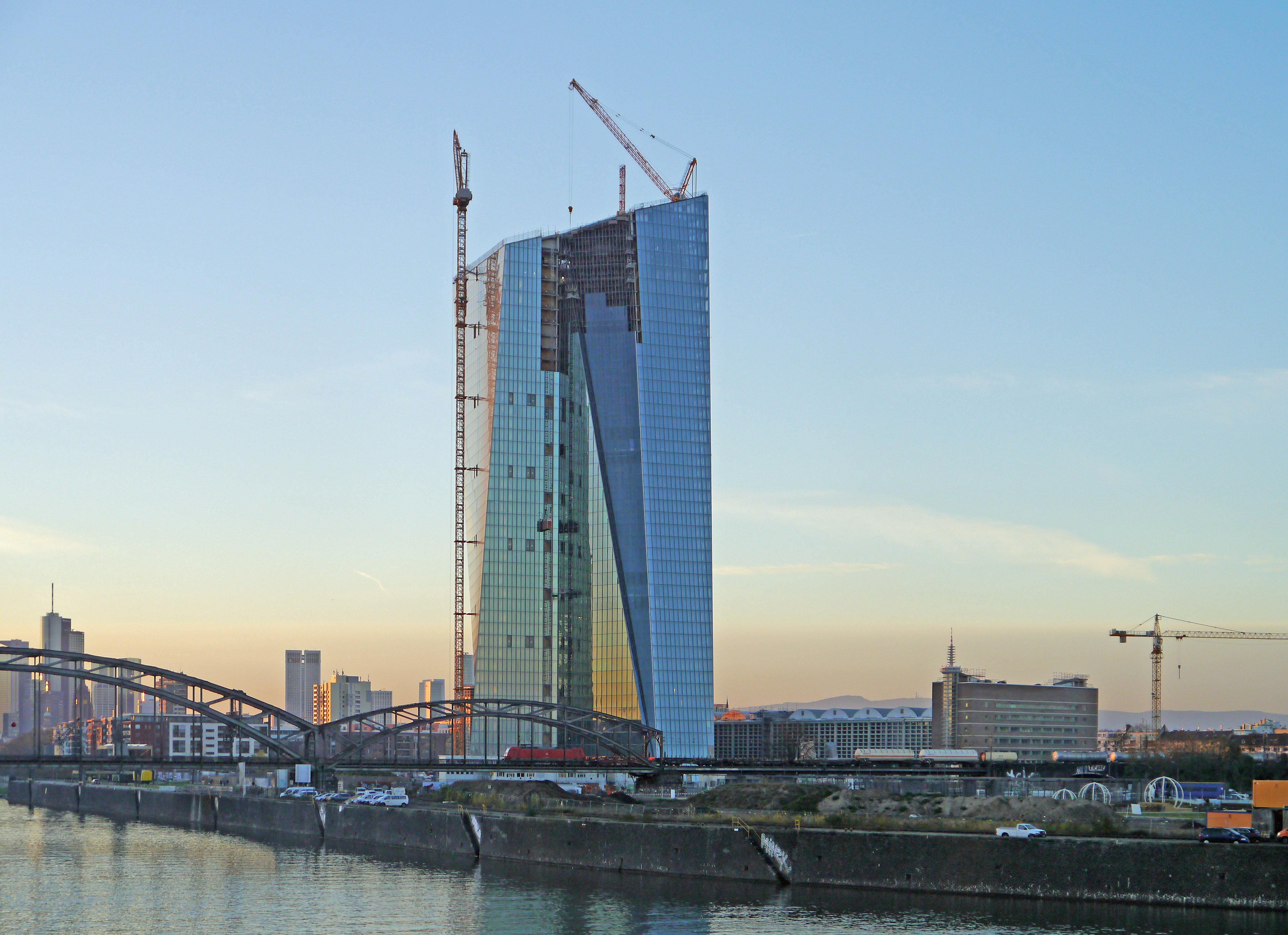
November 2013, geschlossenes Dach
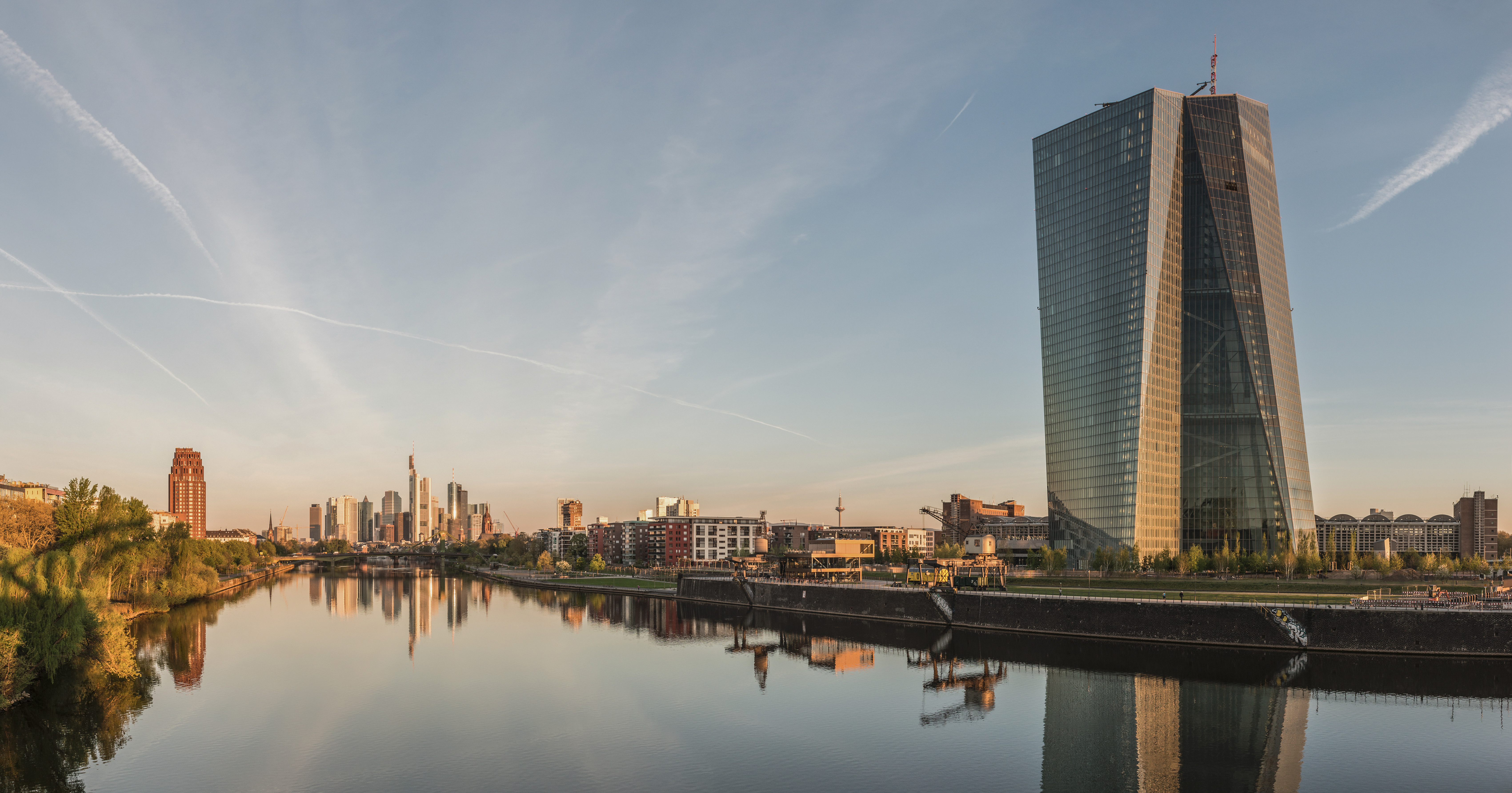
Panorama, April 2015
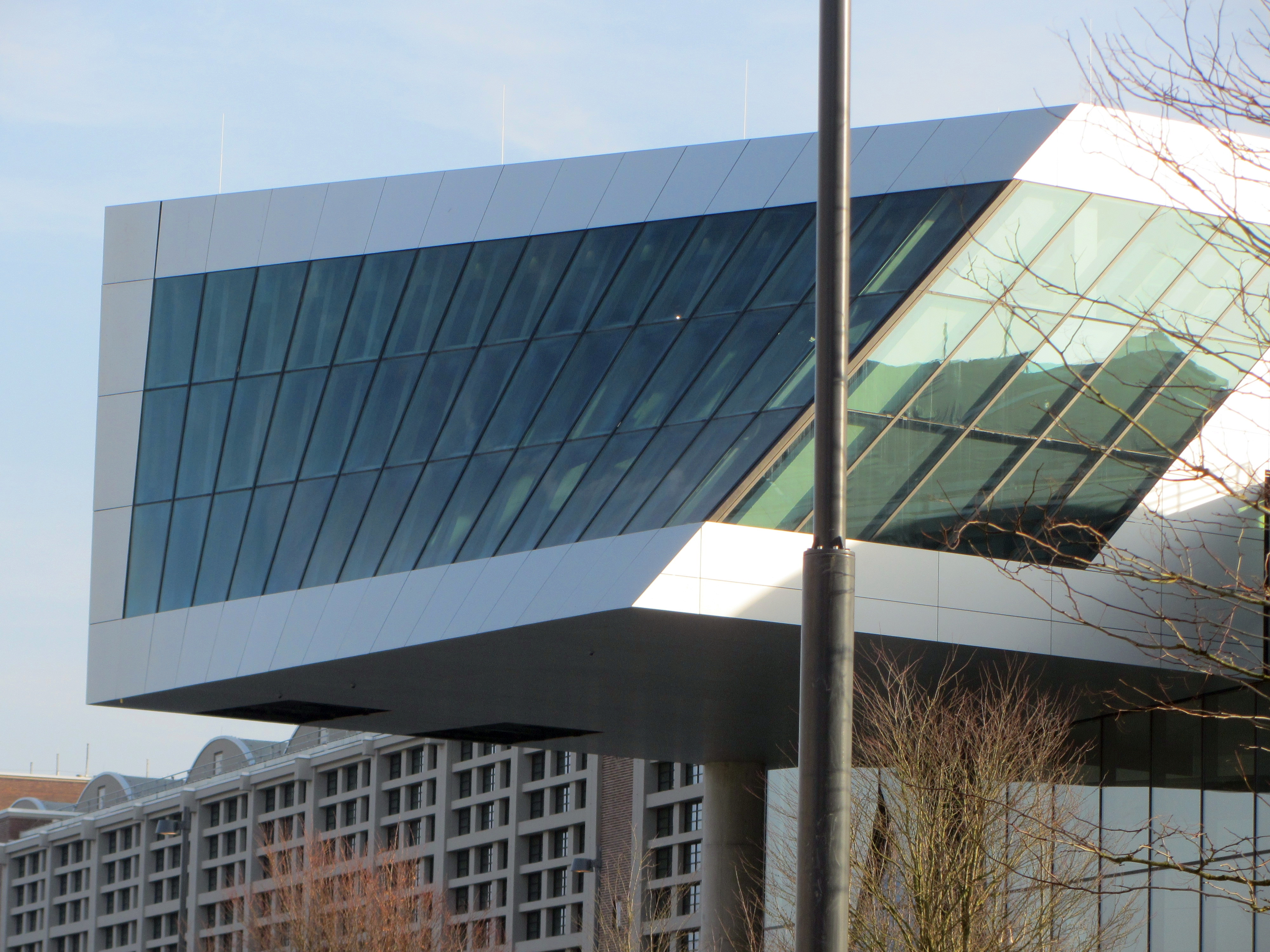
Eingangsbauwerk (Frontseite) im November 2014

## Eröffnung

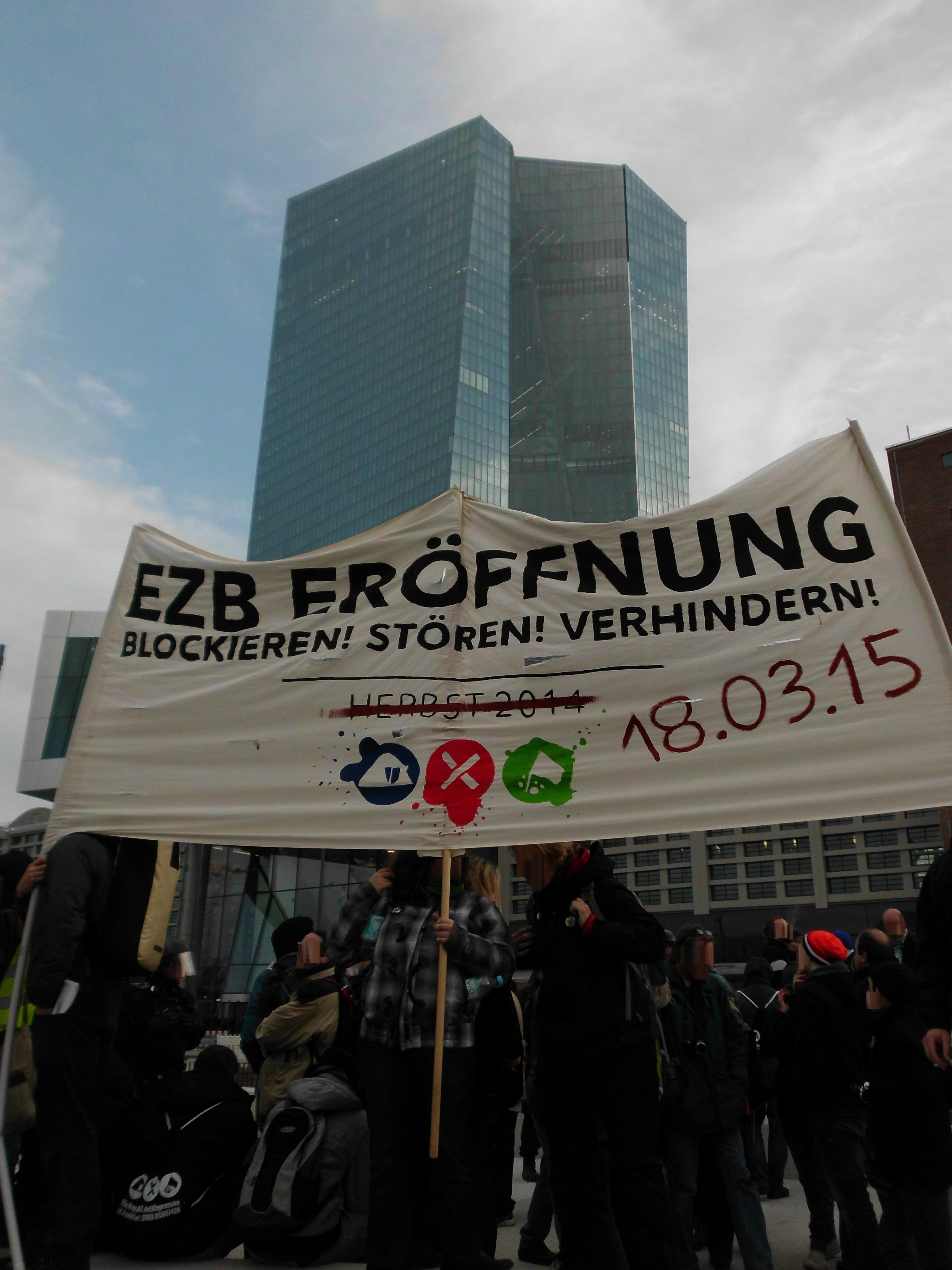
Demonstration vor der EZB im Herbst 2014.

Im November 2014 zog die EZB von ihrer bisherigen Zentrale im Eurotower in den Neubau. Die Eröffnung am 18. März 2015 war von Protesten der Blockupy-Bewegung begleitet. Zur offiziellen Eröffnungsfeier waren lediglich knapp 100 Gäste geladen. Kritisiert wurde die EZB, weil sie aus Sicherheitsgründen lediglich Agenturjournalisten und Reporter des Hessischen Rundfunks zugelassen hatte, nicht aber Pressevertreter. Aus Anlass der Eröffnungsfeier fanden mehrere Kundgebungen gegen die Politik der Europäischen Union und der EZB bei der Bewältigung der Eurokrise statt. Dabei kam es zu Ausschreitungen militanter Demonstranten der Blockupy-Bewegung.
Zum zehnjährigen Jubiläum der Eröffnung präsentierte der Kunstverein Familie Montez die Photoausstellung „Hoch hinaus! Die Europäische Zentralbank verändert ihr Viertel“ von Peter Menne. Der Offenbacher Künstler hatte den Bau der Doppeltürme photographisch begleitet und zugleich die Veränderungen im Viertel in den Blick genommen. Die Ausstellung wurde seitens Publikum und Presse breit beachtet.